# Педагогическое общество (1859-1879)
Педагогическое общество (1859—1879) — санкт-петербургское общество наставников и преподавателей, возникшее из их педагогических собраний, происходивших с 1859 года.

## История
По уставу, утверждённому 27 января 1869 года, общество, сближая педагогов между собой в видах соглашения различных взглядов и уяснения встречающихся на практике разногласий, имело целью содействовать развитию и совершенствованию воспитательно-учебной практики.
В 1876—1877 годах общество имело свой печатный орган под названием «Педагогическая летопись». Отчёты о заседаниях общества печатались в «Семье и школе» и других изданиях.
В этих собраниях участвовали П. Г. Редкин, А. С. Воронов, М. И. Косинский, К. И. Люгебиль, И. Паульсон, Н. Х. Вессель, Н. Г. Перетц. Председателем общества долго был Редкин, а на момент закрытия — В. Евтушевский.
Общество старалось быть отзывчивым на педагогические злобы дня и подвергало критике порядки, существовавшие в учебных заведениях. Введение классической системы в русские гимназии вызвало ряд дебатов, которыми осталось недовольно министерство народного просвещения. После доклада профессора Модестова о классической системе образования, министр народного просвещения, граф Д. А. Толстой, бывший в числе почётных членов общества, исходатайствовал высочайшее повеление 3 декабря 1879 года о закрытии общества. Оставшееся после него имущество было передано в санкт-петербургский комитет грамотности.